# وارث الدين محمد
وارث الدين محمد (بالإنجليزية: Warith Deen Mohammed) (أو والاس و. محمد أو Wallace D. Muhammad)، كان داعية إسلاميًا وأحد قادة الأمريكان السود في أمريكا، كما كان عالم دين، فيلسوف.
ولد في 30 أكتوبر 1933، وتربى على يد والده إلايجا محمد الذي كان زعيما لجماعة أمة الإسلام ، وترقى والاس في مناصبها حتى تولى منصب القائد الأعلى بعد وفاة والده، وعندها بدأ محاولته لتصحيح أفكارها وتنقيتها من الأفكار العنصرية المتعصبة للسود، وإستبدالها بافكار قريبة من الإسلام السني المنتشر في الشرق.
بهذه الخطوة، يعتبر أنه قد أشرف على أكبر عملية تحول جماعي للإسلام في تاريخ الولايات المتحدة الأمريكية. لكن ذلك التحول لم يصل لمرتبة الإسلام الصحيح بل ظل به الكثير من الانحرافات العقائدية والشركية التى تخرجهم من ربقة الإسلام وذلك حتى وقتنا هذا
عُرف بقربه من الداعية مالكوم إكس ، وربما كان لأفكار مالكوم تأثيرًا كبيرًا على خطوته التصحيحية، وتوفى في التاسع من سبتمبر عام 2008

## انفصاله عن أمة الإسلام
انفصل عن الحركة وتخلى عن مبادئ والده عام 1964م لكنه عاد إليها قبيل وفاة والده بخمسة أشهر آملاً في إدخال إصلاحات على الحركة من داخلها.
رفض التعاليم السابقة لجماعة أمة الإسلام وبدأ يقبل البيض المسلمين في جماعته، وقدم الأركان الخمسة للإسلام إلى أتباعه للمرة الأولى، وبدأ يكون علاقات قوية مع مجتمعات المسلمين في الولايات المتحدة.

## جماعة البلاليون
غير اسم جماعته إلى البلاليون (نسبة إلى بلال بن رباح أحد الصحابة ذوي اللون الأسود)
في 29 أغسطس 1975م صدر قرار بضرورة صوم رمضان والاحتفال بعيد الفطر، وفي 14 نوفمبر 1975م تحول اسم الصحيفة من «محمد يتكلم» إلى بلاليان نيوز Bilalian News ثم أصبحت الجريدة الإسلامية The Muslim Journal.
أعلن أن لقبه هو الإمام الأكبر بدلاً من رئيس الرؤساء كما أنه غير كلمة رؤساء المعابد إلى كلمة إمام وقد حصر اهتمامه بالأمور الدينية بينما وزع الأمور الأخرى على القياديين في الحركة وقاموا بإعداد المعابد لتكون صالحة لإقامة الصلاة.
كما أصدر في 3 أكتوبر 1975م أمراً بأن تكون الصلاة على الهيئة الصحيحة المعروفة لدى المسلمين خمس مرات في اليوم، وأكد مرارًا على الخلق الإسلامي والأدب والذوق وحسن الهندام والزي المحتشم بالنسبة للمرأة.

## روابط خارجية
- وارث الدين محمد على موقع الموسوعة البريطانية (الإنجليزية)